# 林文輝

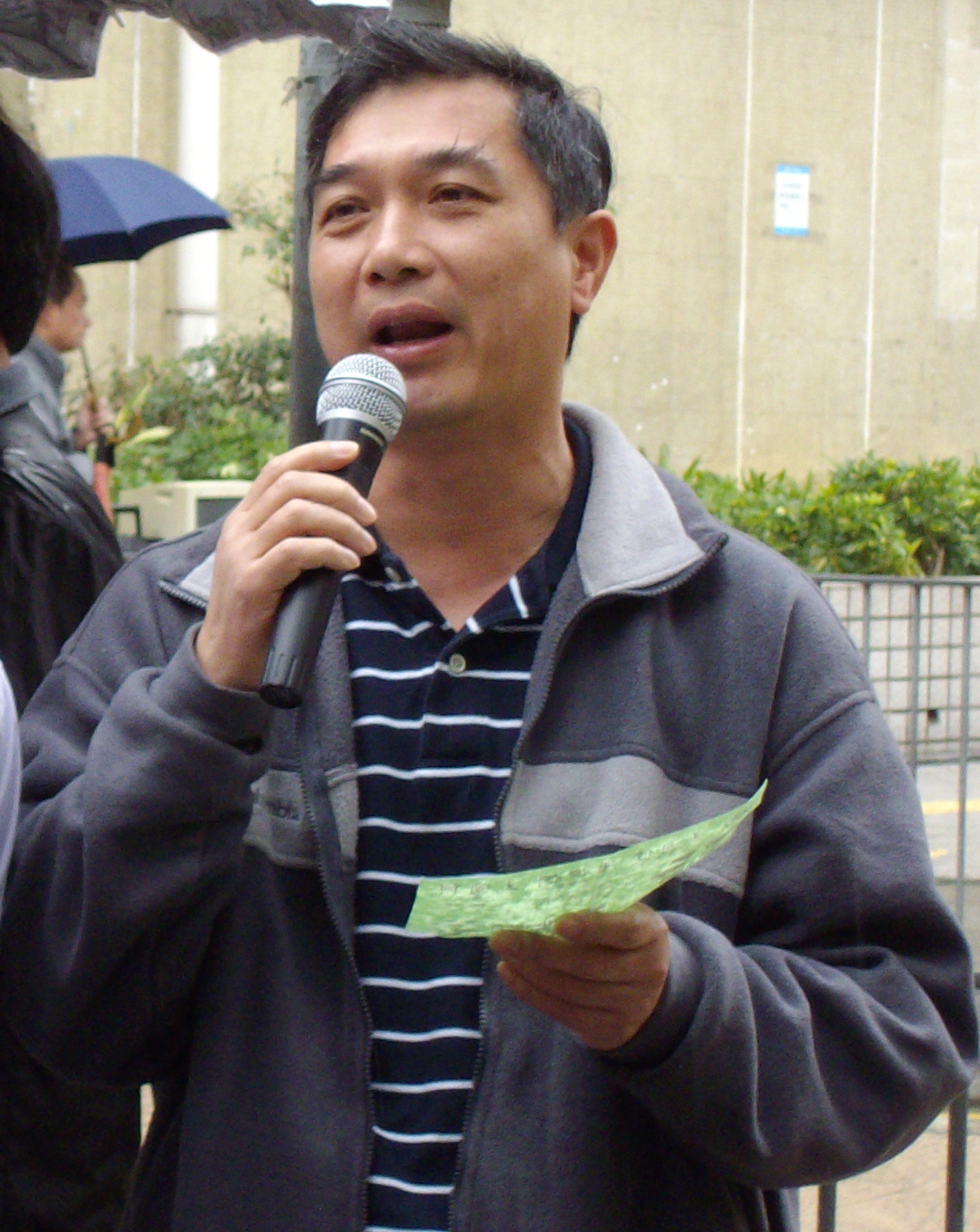
林文輝

林文輝，BBS（1956年5月3日—），香港黃大仙上邨（龍上）前區議員（2016年-2019年）。
他在1999年香港區議會選舉及2003年香港區議會選舉分別擊敗陳炎光（1999年）和前綫的劉山青（2003年），2007年香港區議會選舉自動當選連任，他曾任市政局議員，黃大仙區議會主席，前民建聯成員。他曾經參與2004年立法會選舉，排在陳婉嫻名單的第二名。

2011年香港區議會選舉中，讓出龍上選區由陳婉嫻出選，自己則轉戰東美選區落敗。
2015年香港區議會選舉參選龍上選區，成功當選重返議會，成功領導工聯會保住陳婉嫻空缺。
2019年香港區議會選舉中落敗，結束區議員生涯。
2020年10月獲頒銅紫荊星章。

## 履歷
林文輝先後擔任勞工子弟學校教師，主要任教物理及數學，現在擔任校長室秘書。